# Гіркін Ігор Всеволодович
І́гор Все́володович Гі́ркін (рос. Игорь Всеволодович Гиркин, псевдо. І́гор (Іва́нович) Стрєлко́в, «Стрєло́к», також Сергі́й Ві́кторович Руно́в; нар. 17 грудня 1970, Москва, РРФСР, СРСР) — російський терорист[⇨], військовий, воєнний злочинець, блогер, ідеолог Білого руху, письменник, відставний офіцер ЗС РФ, колишній полковник ФСБ. Учасник російської війни проти України в Криму, на Донбасі та під час вторгнення 2022 року на боці Росії, а також низки інших війн: у Придністров'ї (Молдова), Боснії, Чечні. Керівник терористичного угруповання «Новоросія» з 2014 року, глава «Комітету 25 січня». Колишній ватажок терористичного проросійського військового угрупування «Народне ополчення Донбасу».
Після початку російської інтервенції до Криму Гіркін очолював диверсійний загін, організовував збір кримських депутатів для призначення незаконного референдуму, командував штурмом фотограмметричного центру в Сімферополі. У квітні 2014 року зі своїм загоном перетнув кордон України в Донецькій області, керував захопленням Слов'янська, розпочавши таким чином бойові дії на Донбасі. Став першим «міністром оборони» маріонеткової ДНР (16.05.2014—14.08.2014), головнокомандувачем «Армії Новоросії». У серпні 2014 року, одночасно із початком вторгнення російських регулярних військ на Донбас, виїхав назад у Росію.
СБУ та Генеральна прокуратура України порушили проти Гіркіна справи за тероризм, порушення суверенітету і територіальної цілісності України, катування та умисні вбивства. [⇨]
У 2019 році Нідерланди оголосили Гіркіна у міжнародний розшук як особу, причетну до збиття Боїнга MH-17. [⇨]
17 листопада 2022 року визнаний винним у збитті Боїнга MH-17 Гаазьким трибуналом разом з Сергієм Дубінським та Леонідом Харченком, заочно присуджено довічне ув'язнення.
З 25 січня 2024 року отримав у Росії чотири роки колонії за два повідомлення в телеграм-каналі, які російська влада визнала екстремістськими.

## Життєпис

Країни, де Гіркін під санкціями

Згідно з інформацією, поширеною в російських джерелах, народився у Москві, здобув освіту в Московському історико-архівному інституті як історик. Проходив строкову службу у збройних силах, отримав звання прапорщика. З 1989 року захоплюється військовою історичною реконструкцією та історією Білого руху.

### Війна у Придністров'ї
Як російський «доброволець» брав участь у сепаратистських виступах в Придністров'ї в червні-липні 1992 року («доброволець» 2-го взводу Чорноморського козачого війська, Кошніца — Бендери).

### Війна на Балканах
Брав участь у Боснійській війні з листопада 1992 по березень 1993 року включно (2-й Російський добровольчий загін, 2-га Подрінська легкопіхотна і 2-га Маєвицька бригади Війська Республіки Сербської, Вишеград — Прибій).

### Війна у Чечні
Як офіцер збройних сил РФ брав участь у війні в Чечні (166-та гвардійська окрема мотострілецька бригада, березень-жовтень 1995 року, і в частинах спеціального призначення з 1999 по 2005 рр.), виконував спеціальні завдання в інших регіонах Росії.
За даними правозахисників, Ігор Стрєлков у 2001 році, бувши офіцером 45-го розвідувального полку спеціального призначення, був причетний до серії викрадень людей у Чечні: в районі селищ Хаттуні, Махкети й Тевзені. Викрадені особи досі вважаються зниклими безвісти.
Згідно з інтерв'ю генерал-майора ФСБ Г. Казанцева, московське Управління ФСБ «розробляло» Гіркіна (слідкувало за ним), він був фігурантом «оперативному обліку» (нагляду) як член екстремістського гуртка російських монархістів. У 1995 році ФСБ вирішила завербувати («запросити на роботу») Гіркіна, після чого він був відправлений із випробувальним завданням у Чечню. Оперативну справу монархістської групи було «закрито». За словами Г. Казанцева, Гіркін виділявся серед решти співробітників вмінням писати доповіді «правильною мовою» і без орфографічних помилок, а також гарною пам'яттю на історичні події.

### Робота на Малофєєва
За інформацією британської BBC, останнє місце служби Гіркіна — управління по боротьбі з міжнародним тероризмом 2-ї служби ФСБ Росії. За деякими відомостями, після виходу у відставку працював начальником служби безпеки інвестиційного фонду «Маршал-Капітал» російського підприємця Малофєєва.

### Російська агресія проти України
Ігор Гіркін відвідував Україну у складі делегації РПЦ на чолі з патріархом московським Кирилом, яка привезла «Дари волхвів» до Криму взимку 2014 року. За даними СБУ, Гіркін неодноразово бував в Україні.
26 лютого 2014 року востаннє легально перетинав кордон України, коли прилетів рейсом Шереметьєво — Сімферополь. У ніч на 27 лютого відбулося захоплення Верховної ради АРК російськими спецпідрозділами, у тому числі й бійцями 31-ї десантно-штурмової бригади.
18 березня 2014 року підрозділ під командуванням Гіркіна штурмував фотограметричний центр у Сімферополі. Унаслідок штурму загинув військовослужбовець Збройних сил України Сергій Кокурін.
На початку квітня Гіркін (Стрєлков) знайомиться у Сімферополі з Арсеном «Моторолою» Павловим під час набору групи вторгнення на Донбас.
В ніч з 11 на 12 квітня 2014 року Стрєлков з 52 бойовиками перетнув державний кордон України в районі Донецької області.
13 квітня 2014 року диверсійна група Гіркіна із понад 30 осіб вчинила збройний напад на співробітників СБУ поблизу Слов'янська, під час якого один співробітник СБУ загинув і троє були поранені. Причетний до викрадення інспекційної групи ОБСЄ під Слов'янськом. Організував незаконне утримання військовослужбовців 25-ї окремої повітрянодесантної бригади ВДВ ЗС України у Слов'янську 16 квітня 2014 року. Група під керівництвом Гіркіна організувала викрадення, катування та вбивство депутата Горлівської міської ради Володимира Рибака, студента КПІ Юрія Поправка та Юрія Дяковського.
28 квітня 2014 року Служба безпеки України оприлюднила персональні дані Ігоря Гіркіна, до того часу відомого лише під вигаданим прізвищем «Стрєлков». За даними спецслужби, Гіркін зареєстрований у Москві за адресою Шенкурський проїзд, будинок 8-б, кв. 136. Знімальна група ТСН побувала в зазначеному будинку. Сусіди під час опитування впізнали та підтвердили проживання Гіркіна за цією адресою.
На той час ЗМІ в Україні повідомляли, що Гіркін підпорядковувався ГРУ, проте за власним зізнанням, він раніше працював у ФСБ.
З 2014 року очолює громадський рух «Новоросія», який займається гуманітарною допомогою та постачанням амуніції та обмундирування для військовослужбовців ДНР.
У 2022, із початком повномасштабного вторгнення Росії на територію України активно виступає на різноманітних антиукраїнських програмах як запрошений гість та експерт. Критикує армію РФ, Путіна та військове керівництво у недостатній жорстокості, у помилках. За оцінками ряду військових експертів, відзначає досить правдивий стан речей у російській армії станом на березень-травень 2022, через що отримує цитування в україномовних ЗМІ із поправкою, що це слова зі сторони Росії, і що він все-таки вважається військовим злочинцем в Україні. Ряд дослідників російсько-української війни відзначають, що через Гіркіна висловлюється думка та незадоволення середніх офіцерських ланок, а він є «дозволеним» критиком Путіна.
14 серпня 2022 року був затриманий на адміністративному кордоні між Кримом та окупованою частиною України пострижений, зі збритими вусами та паспортом на ім'я Сергій Вікторович Рунов та доставлений у Сімферопольське СІЗО в окупованому Криму.
26 січня 2023 року засновник ПВК «Вагнер» Євген Пригожин запропонував колишньому «міністру оборони ДНР» Ігорю Гіркіну зайняти керівну посаду у складі приватної компанії.
7 квітня 2023 року Ігор Гіркін, донецький колаборант Павло Губарєв, пропагандист Максим Калашников та інші заявили про створення так званого «клубу розсерджених патріотів». У відеозверненні представники угруповання повідомляють, що російська армія наближається до поразки, та, вочевидь, висловлюють готовність захопити владу в Росії, якщо Кремль оголосить про програш у війні.

## Звинувачення у вбивствах
25 липня 2014 боснійське видання Klix.ba звинуватило Гіркіна у причетності до вбивства 3000 людей під час боснійської війни. На їхньому сайті була опублікована фотографія молодого Гіркіна в камуфляжній формі з автоматом Калашникова в руках. Фотографія зроблена в 1992 році в місті Вишеград на сході Боснії. Поруч із ним стоїть ще один російський найманець Бобан Інджіч (Boban Inđić). Останній, на думку експертів, причетний до викрадення 18 боснійських мусульман. Усі вони після тортур були вбиті. Того року жертвами різанини стали понад 3000 місцевих жителів. Боснійські ЗМІ наводять слова колишнього офіцера Армії Республіки Боснії і Герцеговини Азіза Тафро, який вивчає волонтерство з Росії та Сербії. Він підтвердив, що Гіркін брав участь у бойових діях на боці сербів. За деякими даними, Стрєлков спочатку воював у Вишеграді, а потім був переведений в Сараєво

## Кримінальні провадження

### Злочини проти України
28 квітня 2014 року СБУ почала кримінальне провадження за фактом умисного вбивства та вчинення дій на шкоду суверенітету, територіальній цілісності та недоторканності України, проведення диверсійно-підривної діяльності, організації масових заворушень на території східних областей України. Інкримінується низка злочинів, зокрема напад на співробітників СБУ 13 квітня 2014, під час якого загинув Геннадій Біліченко, напад на військовослужбовців 25 ОПДБр 16 квітня 2014 року, причетність до вбивства депутата Горлівської міської ради Володимира Рибака.
21 травня 2014 року Генеральна прокуратура України відкрила кримінальне провадження за фактом створення терористичної організації та скоєнні терористичних актів на території України.
24 жовтня 2014 року Генеральна прокуратура України погодила повідомлення про підозру Гіркіну за фактом організації викрадення людини, катування та умисного вбивства. Кримінальне провадження розслідує убивство українських активістів Юрія Поправки, Володимира Рибака та Юрія Дяковського.
В травні 2020 року Гіркін в інтерв'ю Дмитру Гордону сказав що причетний до викрадення і вбивства Володимира Рибака: «Звичайно, що Рибак як людина, яка активно виступала проти „ополчення“, в моїх очах була ворогом. І його смерть, напевно, якоюсь мірою теж знаходиться під моєю відповідальністю». Також він зізнався що захопив в полон Поправку і Дяковського та віддав наказ їх розстріляти.

### Збиття Боїнга MH-17
У червні 2019 року поліція Нідерландів, на запит комісії, що розслідує збиття Боїнга MH-17, оголосила Ігоря Гіркіна у міжнародний розшук.
17 листопада 2022 року суд у Нідерландах визнав винними Гіркіна, Дубинського і Харченко в збитті літака рейсу MH17 та вбивстві 298 людей, їх засуджено на довічне ув'язнення. Підполковник ГРУ Олег Пулатов був виправданий.

### Арешт
21 липня 2023 року російські силовики затримали колишнього ватажка бойовиків Ігоря Гіркіна (Стрєлкова). Інформацію підтвердила його дружина Мирослава Регінська. Про це повідомляє «РБК-Україна» з посиланням на російські ЗМІ та заяву його дружини. За її словами, до квартири Гіркіна приїхали представники Слідчого комітету РФ та саме вони затримали терориста. «Мене в цей час удома не було. Незабаром, за словами консьєржа, вони вивели мого чоловіка під руки і відвезли у невідомому напрямку», — заявила дружина Мирослава Регінська. Вона додала, що Гіркіну висунули звинувачення за ст. 282 КК РФ (екстремізм). Тим часом російські ЗМІ повідомляють, що затримання проводилося за заявою колишнього співробітника ПВК «Вагнера». Того ж дня Міщанський суд Москви обрав Гіркіну запобіжний захід у вигляді взяття під варту до 18 вересня 2023 року. Слідство наклало гриф «цілком таємно» на матеріали у кримінальній справі.

### Суд
18 січня 2024 року прокуратура запросила 4 роки і 11 місяців колонії. Ігоря Гіркіна вимагають призвати винним за статтею про заклики до здійснення екстремістської діяльності в Інтернеті (частина 2 статті 280 УК РФ). Засідання з кримінальної справи проходять у закритому режимі. Пізніше стало відомо, що Московський міський суд РФ засудив колишнього "міністра оборони ДНР", терориста Ігоря Стрєлкова (Гіркіна) до 4 років колонії загального режиму. Про це повідомила "Медіазона" із зали суду.

## Президентські амбіції
30 серпня 2023 року, перебуваючи під арештом, Ігорь Гіркін оголосив про свої намір балотуватися на посаду президента РФ у 2024 році.

### Реакція соратників
Так на думку російського терориста Павла Губарєва висування Ігоря Гіркіна на посаду президента РФ це політичний проєкт адміністрації президента РФ. Також він вважає що «він просто збожеволів»[неякісне джерело].
Член очолюваного Гіркіном «клубу розсерджених патріотів» Кирило Федоров заявив, що його заява стала несподіванкою, а «клуб» раніше вирішив не допускати участі Стрєлкова або інших членів у майбутньому виборчому циклі після арешту, і не обговорював можливості балотуватися йому на пост президента під час недавньої зустрічі.

## Родина
За свідченнями Гіркіна, він двічі розлучився і його діти живуть із матір'ю.
За свідченням колишньої дружини Гіркіна, він покинув свою першу дружину з дитиною та розійшовся з другою дружиною, що також мала дитину або дві від нього. Старший син Гіркіна Андрій від другого шлюбу хворів, через що мав інвалідність із 2010 році. За свідченням колишньої дружини Гіркіна він дитині не допомагав, хоча і знав про хвороби.
На думку колишньої дружини Гіркіна, для Ігоря Гіркіна головне, щоб його не чіпали, і йому соромно, що в нього хворі діти (оскільки дитина від першого шлюбу також хвора). Хвороби його дітей схожі (хоча в них різні матері) і «відхилення» можуть мати одну причину.
Його колишня дружина також зазначає, що їй доводилось неодноразово брати кредит перед першим вересня, оскільки не було грошей. Також вона зазначає, що від спільних знайомих вона дізналась (проте не знає чи правда це, чи ні) що він отримав 700 тисяч рублів, після повернення з України, і що ці кошти були менші ніж обіцяли. Також вона зазначає що Ігор Гіркін сильно турбувався через це, і що він казав їй що він отримав менше ніж йому обіцяли, тому він без грошей. З тих грошей що він отримав, вона нічого не отримала.
Після того як Ігор Гіркін одружився втретє, третя дружина зустрілась з його колишньою дружиною і почала висилати їй грошову допомогу. Як довго це тривало (чи триватиме) невідомо.
Відповідно до інтерв'ю наданого колишньою дружиною Гіркіна у 2019 році, Ігор Гіркін має сина від першого шлюбу, який серйозно хворий. Та двох синів від другого шлюбу. У другому шлюбі його старший син Андрій народився у 2004 році, а через рік народився його другий син Іван.
Після того як Ігор Гіркін у 2009 році покинув свою другу дружину разом з дітьми, його колишня дружина від лікаря дізналась про серйозний діагноз її старшого сина Андрія. За її словами, на прийманні у лікарки, лікарка спочатку здивувалася, що до неї знову направили дитину з таким прізвищем. Лікарка спитала: «А це котрий Гіркін? У нас уже перебуває один на обліку». Вона навіть думати не стала одразу виписала направлення на проходження комісії.
Після подій 2014 року, коли Ігор Гіркін став всесвітньо відомим, міжнародним терористом його колишній дружині та дітям посипались погрози. Протягом 4 днів Віра Гіркіна не могла покинути квартиру, оскільки журналісти постійно очікували її під під'їздом. Після того як сестра Ігоря Гіркіна зателефонувала Вірі Гіркіной, та сказали їй, покинути Москву оскільки тут небезпечно. Вона зібрала речі та разом з дітьми покинула Москву.
Останній раз Віра Гіркіна спілкувалась зі своїм колишнім чоловіком в кінці 2014 року. Телефона розмова не вийшла, колишнє подружжя посварилось. Після цього, Гіркін щомісяця відправляє 10 тисяч рублів на двох синів — на цьому його участь в житті дітей закінчується.
В грудні 2014 року стало відомо, що Ігор Гіркін одружився з Мирославою Регінською, яка 11 серпня 2016 року народила доньку.
У 2017 році Ігор Гіркін прописав свою третю дружину Мирославу Регінську у своїй московській квартирі, яку до цього надав у користування (хоча до цього заявляв, що подарував її своїй колишній дружині та дітям) своїй колишній дружині Вірі Гіркіній.
У 2019 році Ігор Гіркін переоформив свою московську квартиру на Мирославу Регінську та їх спільну доньку. Після цього через деякий час, Мирослава Регінська звернулась до Бутирського районного суду міста Москви, з позовною заявою про позбавлення Віри Гіркіной та її сина права користування цією квартирою. Відповідно до вироку вищезгаданого суду, суд частково задовольнив позовні вимоги Мирослави Регінської. Після чого М. Регінська подала апеляцію.
Віра Гіркіна зазначила, що хоча вони з Ігорем Гіркіним були в поганих стосунках, вона не могла повірити що він піде проти власних дітей, оскільки він колись дав слово офіцера.

За свідченнями Олександра Бородая, Ігор Гіркін отримував від нього «матеріальну допомогу» коли той працював у ФСБ. Також він зазначає, що Ігор Гіркін був єдиним командиром, який розв'язував свої статеві проблеми перебуваючи на Донбасі. Бородай підкреслює:
«Він вивіз із Донбасу 20-річну панночку, на ім'я Мирослава Регінська, яка пізніше стала його дружиною, а на момент її перебування в Донецьку була секретаркою в „уряді ДНР“. До того була співробітницею, так би мовити, донецького нічного клубу. Каюся, я втручався у справи сім'ї полковника Стрєлкова. Він своїй колишній дружині, до Мирослави Регінської, у телефонному дзвінку обіцяв повернутися з Донбасу, увінчаний славою полководця. Він її кинув. Точніше, викинув із московської квартири із двома дітьми-інвалідами. Його дітьми. І під приводом безпеки поселив їх у сарай, що знаходиться в Ростовській області за п'ять кілометрів від кордону»
"Бородай додав, що ексдружина Гіркіна звернулася до нього по допомогу, після чого їй купили будинок, садок та забезпечили грошима на ліки для хворих дітей.".
Також були й інші негативні публічні коментарі стосовно нової дружини Ігоря Гіркіна, з відповідними натяками на її темне минуле, та її так звану нічну «працю». Проте станом на сьогодні, Ігор Гіркін нічого не зробив і не зробить, щоб захистити свою честь, та честь своєї родини. Оскільки його так звана «офіцерська честь» цього не дозволяє.
Батько Мирослави Регінської — Сергій Ситоленко — активний учасник російсько-української війни ще з літа 2014 року. Мав звання сержанта «ДНР». Він був ліквідований снайпером ЗСУ під Авдіївкою 23 березня 2022.

## Психічна хвороба
За свідченнями одного з ідеологів «російського світу» та міжнародного терориста Олександра Бородая, той знав, що Гіркін психічно хвора та неадекватна людина. Бородай припускає, що психічна хвороба Ігоря Гіркіна пов'язана з генетикою, і що вона в ньому сиділа та поступово розвивалася. Також Бородай зазначає, що ще до початку російсько-української війни, у 2012 році, пропонував Ігорю Гіркіну лікуватися та знайти йому психіатра, проте той відмовився.
У жовтні 2021 року Бородай публічно називає психічну хворобу, якою хворіє Ігор Гіркін, — це шизофренія.
За свідченнями Віри Гіркіної (другої та колишньої дружини Ігоря Гіркіна), він має хворого сина від першого шлюбу та хворого сина від другого шлюбу.
За свідченнями самого Гіркіна, його колеги по ФСБ розглядали його як «небезпечного божевільного».

## Інші хвороби
Гіркін зазначив «У мене часто запитують, що у мене з дикцією. У мене половини зубів нема. Бракує грошей зуби зробити».

## Оцінки діяльності
- У листопаді 2014 в інтерв'ю газеті «Завтра» Гіркін заявив, що саме його загін розпочав збройне протистояння на Донбасі, хоча доти і українська армія, і місцеві бойовики уникали активних дій, і «все закінчилося б як в Одесі, у Харкові»[68].
- За оцінками Срджа Павловіча з openDemocracy, участь Гіркіна у Боснійській війні відбилася на його поведінці в Україні. Гіркін копіював дії сербського польового командира Желько Ражнатовича «Аркана»: тероризував місцеве цивільне населення задля досягнення своїх військових цілей. Повторюючи за сербським ватажком, Гіркін описує свою боротьбу, користуючись націоналістичними та релігійними термінами, і бачить себе рятівником нації.[69]
- Харківська правозахисна група назвала Гіркіна відповідальним за вчинення воєнних злочинів на Донбасі. Серед них: використання мирного населення як живого щита, нараження мирних жителів на обстріли, а також винесення позасудових вироків про страти. Сам Гіркін свідчить про 4 таких страти, а також згадує про убивства «українських шпигунів і диверсантів»[70].
- За свідченнями російського терориста Олександра Бородая, Ігор Гіркін страждає психічним захворюванням «шизофренія»[65].

### Нагорода за взяття у полон
16 жовтня 2022 року ГУР запровадила винагороду у $100 тис. за полоненого Гіркіна. До ініціативи взяти його в полон долучився активіст Сергій Стерненко, пообіцявши $10 тис. додатково.

## Скандали
- 14 квітня 2015 року Гіркін виступив в Російській академії народного господарства і державної служби при президенті РФ з лекцією на тему «Геополітичні конфлікти на пострадянському просторі». Його виступ перед студентами спричинив скандал у соціальних мережах, російський публіцист і філолог Гасан Гусейнов розкритикував рішення державної академії надати майданчик для виступу настільки неоднозначній фігурі, як Ігор Стрєлков:[75]

| Завдяки виступу перед студентами РАНГіДС, МДУ та МДІМВ, який модерував аж цілий декан або завкафедрою політології політичного управління, Гіркін-Стрєлков плавно переходить з головорізів до публіцистів. |
| — Гасан Гусейнов |

## Цікаві факти
- Гіркін має істотний збіг рис обличчя з фотороботом російського терориста, що брав участь у підривах житлових будинків в Росії 1999 року[76][77].
- Антін Мухарський (Орест Лютий) згадав про Гіркіна у пісні «А тєло пєло» (укр. «А тіло співало»)[78].

## Заяви про смерть
12 березня 2025 року відомий російський опозиційний журналіст Олександр Невзоров заявив про смерть ексватажка бойовиків «ДНР», який зазначив, що раніше з'являлися повідомлення про його загибель, а інсайдери стверджували, що він нібито наклав на себе руки.
Тим часом періодично відзначалася і висока здатність воскресіння «героя російської весни», який декілька разів то помирав й навіть був похований. Ймовірно, і ця «смерть»  ще не остання. Путінський режим створює всі умови для щоденного вмирання. Водночас, російський паблік «Mash», посилаючись на адвоката Гіркіна, стверджував, що той «живий, здоровий»:
|  | ...іноагент Олександр Невзоров пише, що Ігор Стрєлков (Гіркін) наклав на себе руки в ІЧ-5 і залишив передсмертну записку. Це неправда, Ігор Іванович живий, здоровий, скаржиться на режим. Про це розповів його адвокат", — йдеться у повідомленні. |

Дружина Стрєлкова Мирослава Регінська також підтвердила, що «інформація про смерть є фейком».
У лютому 2024 року також Стрєлкова «ховали» у СІЗО.

## Інтерв'ю
- Разведопрос: Стрелков [Архівовано 26 березня 2016 у Wayback Machine.](рос.)